# 教士公園站
教士公園站（英語：Canons Park tube station）是倫敦地鐵的一個車站，位於倫敦北部哈羅區的教士公園。教士公園站開通於1932年12月10日，當時是大都會鐵路的車站。教士公園站位於倫敦第5收費區。

## 外部連結
- London Transport Museum Photographic Archive （页面存档备份，存于）
  - Canons Park station, 1933
  - Ticket hall, 1933
  - Canons Park station, 1956